# گمینا بیلیتسه
گمینا بیلیتسه (به لهستانی:  Gmina Bielice) یک گمینا در لهستان است که در شهرستان پژتسه واقع شده‌است. گمینا بیلیتسه ۸۴٫۱۲ کیلومتر مربع مساحت و ۲٬۹۳۰ نفر جمعیت دارد.